# Прикол (озеро)
Прикол (укр. Прикол) — озеро, расположенное на территории Новозаводского района Черниговского горсовета (Черниговская область). Тип общей минерализации — пресное. Происхождение — речное (пойменное). Группа гидрологического режима — сточное.

## География
Длина — 1,5 км. Ширина средняя — 0,06 км, наибольшая — 0,1 м.
Озеро расположено в пойме (правый берег) Десны: на юге Новозаводского района Черниговского горсовета западнее проспекта Мира. Озерная котловина вытянутой формы с северо-востока на юго-запад, где северо-восточная оконечность расширяется. В восточной оконечности озера расположен остров. В период половодья соединяется протоками с озером Монастырское и Десной. Из озера вытекает ручей, который впадает в Десну непосредственно западнее ж/д линии Чернигов—Киев. На северо-западе примыкают садово-дачные участки, севернее — Монастырское озеро.
Берега пологие. Берега зарастают прибрежной растительностью (тростник обыкновенный), а водное зеркало — водной (роголистник погружённый, кубышка жёлтая, виды рода рдест). Берега частично заняты насаждениями лиственных пород деревьев. Края котловины переходят в водно-болотные участки.
Питание: дождевое и грунтовое, частично путём сообщения с Десной. Зимой замерзает.